# Brit Air

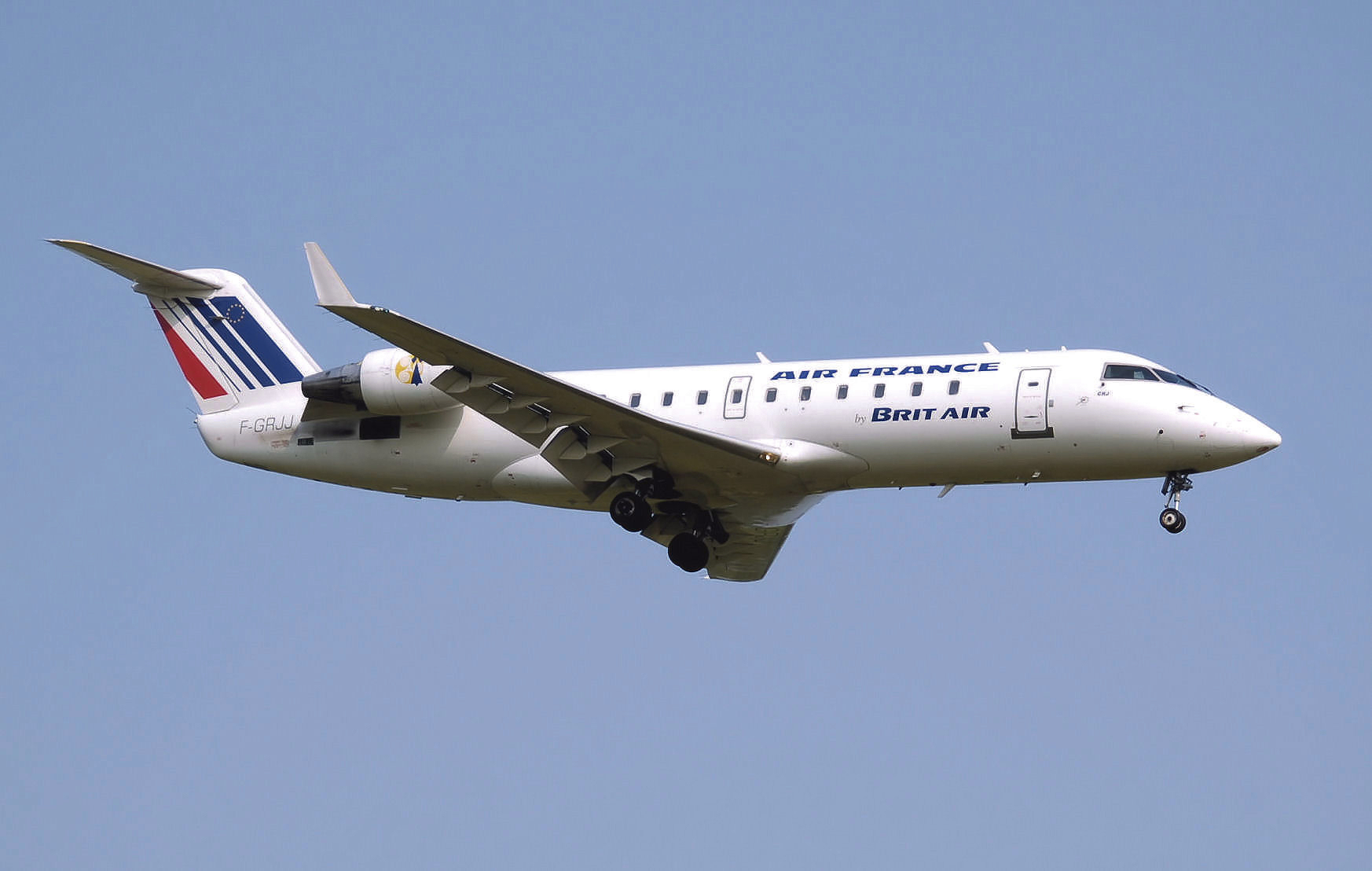

A Brit Air é uma companhia aérea regional da França, com sede, e base, em Morlaix, que presta serviços para a Air France

## História
A Brit Air foi fundada em 1973, começando a operar em 1975. O seu centro de negócios inicial eram os voos de negócios da região oeste da França. Anos depois, em 1979, inicia voos regulares para o aeroporto de Gatwick, em Londres.
Em 1 de Dezembro de 1995, a companhia assina um contrato de franchise com a Air France. Em 2000, tornou-se 100% participada por esta empresa. 

## Frota
- 15 Bombardier CRJ-100-ER
- 15 Bombardier CRJ-700
- 13 Fokker 100